# Вивиани, Раффаэле
Раффаэ́ле Вивиа́ни (итал. Raffaele Viviani; 10 января 1888, Кастелламмаре-ди-Стабия, Кампания (Италия) — 22 марта 1950, Неаполь) — итальянский драматург, писатель
, актёр, режиссёр, композитор. Видный представитель реализма в итальянской литературе первой половины XX века.

## Биография
Академического образования не получил, его творчество основано на личном жизненном опыте.

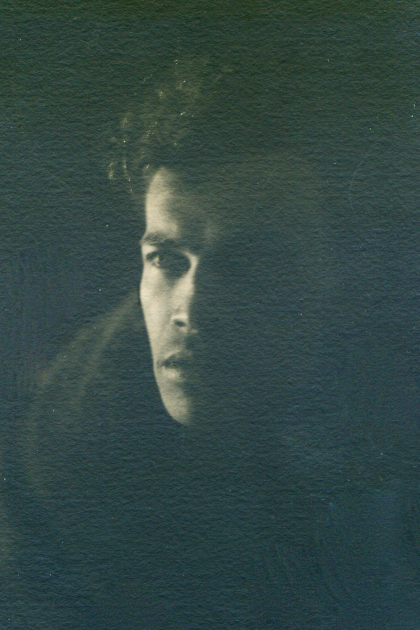
Р. Вивиани. 1906 г.

Вивиани впервые вышел на сцену в 4-летнем возрасте, к 20 годам получил общенациональную популярность как актёр и драматург.
Выступал, кроме Италии, в Будапеште, Париже, Триполи, на сценах театров Южной Америки.
Снимался в кино («Un amore selvaggio» (1908), «La tavola dei poveri» (1932), «L’armata azzurra» (1932), «L’ultimo scugnizzo» (1938) и др.).
Умер после продолжительной болезни.

## Творчество
Автор более 60 пьес, главным образом на неаполитанском диалекте, героями которых являются люди бедных слоев из народа, мелкие преступники, проститутки и тому подобное, писал о Неаполе того периода.
Р. Вивиани начал с одноактных и двухактных пьес («Переулок», 1918, «Капуанские ворота», 1918, «Кафе ночью и днём», 1919, «Неаполитанская деревня», 1919, и др.). После 1922 года перешёл к созданию трёхактных комедий, построенных на острых социально-психологических конфликтах («Рыбаки», 1924, «Цыгане», 1926, «Последний уличный бродяга», 1932, «Мошенник поневоле», 1932, «Каменщики», 1942). Самая известная работа Вивиани — пьеса «L’ultimo scugnizzo» (1931), про бедного неаполитанского уличного мальчишку. Для многих своих ранних работ Вивиани сам сочинял песни и музыку.
Неаполитанский диалектальный театр Р. Вивиани был тесно связан с массовым демократическим зрителем, подвергался гонениям со стороны фашистских властей Италии.
Творчество Р. Вивиани, одного из создателей современной итальянской реалистической и подлинно народной драматургии, высоко ценил Максим Горький.